# 韦利诺镇
韦利诺镇（義大利語：Borgo Velino）是意大利列蒂省的一个市镇。总面积17.33平方公里，人口997人，人口密度57.5人/平方公里（2009年）。ISTAT代码为057008。